# توکتبامبا
توکتبامبا (به اسپانیایی: Tuctubamba) یک کوه در پرو است که در Peru, Ancash Region واقع شده‌است. توکتبامبا ۵٬۲۴۰ متر بالاتر از سطح دریا واقع شده‌است.